# 豪溫環宇海龍
豪溫環宇海龍（学名：Cosmocampus howensis），为輻鰭魚綱棘背魚目海龍魚科的其中一種，分布於太平洋區，包括澳洲、羅德豪島、復活節島海域，體長可達9.5公分，棲息在水淺的海灣，卵胎生。

## 外部連結
- 豪溫環宇海龍的圖片